# Gare de Messac-Guipry
La gare de Messac-Guipry est une gare ferroviaire française de la ligne de Rennes à Redon, située sur le territoire de la commune de Guipry-Messac, dans le département d'Ille-et-Vilaine, en région Bretagne.
La station est mise en service le 21 septembre 1862, par la Compagnie des chemins de fer de l'Ouest.
C'est une gare de la Société nationale des chemins de fer français (SNCF), desservie par des trains régionaux du réseau TER Bretagne.

## Situation ferroviaire
Établie à 11 mètres d'altitude, la gare de Messac-Guipry est située au point kilométrique (PK) 410,279 de la ligne de Rennes à Redon, entre les gares de Pléchâtel et de Fougeray - Langon.
C'est un ancien nœud ferroviaire, avec la ligne de Châteaubriant à Ploërmel (fermée), en étant située au PK 398,272 de cette dernière.

## Historique

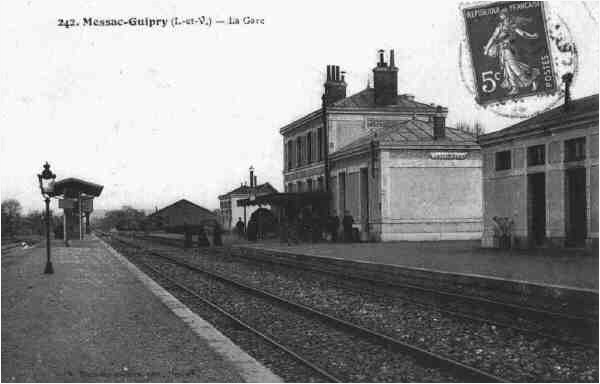
La gare, à la fin du XIXe siècle.

La gare était autrefois située au centre d'un nœud ferroviaire, avec une ligne vers Ploërmel et une vers Châteaubriant.
Dans le cadre du programme de rénovation des gares et haltes de la région Bretagne, Messac-Guipry a été équipée de nouveaux abris de quais à la fin de l'année 2010. La gare a également vu la création d'un garage sécurisé pour les vélos, avec accès gratuit pour les voyageurs. Cette démarche, alors menée à titre expérimentale, offre la particularité de fonctionner avec la carte KorriGo, en lien avec la souscription d'un abonnement.

## Fréquentation
Selon les estimations de la SNCF, la fréquentation annuelle de cette gare s'élève à 270 988 voyageurs en 2014.
De 2015 à 2023, selon les estimations de la SNCF, la fréquentation annuelle de la gare s'élève aux nombres indiqués dans le tableau ci-dessous.
| Année                     | 2015    | 2016    | 2017    | 2018    | 2019    | 2020    | 2021    | 2022    | 2023    |
| ------------------------- | ------- | ------- | ------- | ------- | ------- | ------- | ------- | ------- | ------- |
| Voyageurs                 | 253 292 | 245 557 | 245 555 | 228 442 | 266 882 | 192 045 | 228 180 | 329 671 | 382 957 |
| Voyageurs + non voyageurs | 316 615 | 306 947 | 306 944 | 285 553 | 333 603 | 240 056 | 285 225 | 412 089 | 478 696 |

## Service des voyageurs

### Accueil
Gare de la SNCF, elle dispose d'un bâtiment voyageurs en service, avec guichet, ouvert du lundi au samedi et fermé les dimanches et jours fériés. Elle est équipée de distributeurs automatiques de titres de transport TER.

### Desserte
La gare est desservie par des trains TER Bretagne, circulant entre Rennes et Redon ou Vannes ; certains trains, omnibus, sont néanmoins terminus à Messac-Guipry.

### Intermodalité
Un parc à vélos et un parking sont aménagés à ses abords.